# Speos Artemidos
Le Speos Artemidos ou grotte d'Artémis est un site archéologique situé en Égypte. Il est situé à environ deux kilomètres au sud des tombes du Moyen Empire à Beni Hassan, et à environ vingt-huit kilomètres au sud d'Al-Minya. Aujourd'hui, le site est un petit village connu sous le nom d'Istabl Antar.

## Description
Il y a deux temples ici, tous deux dédiés à Pachet. Ils sont taillés dans la roche dans les falaises du côté oriental du Nil. L'un des temples, construit par le pharaon Hatchepsout, possède une architrave portant un long texte dédicatoire avec sa célèbre dénonciation des Hyksôs. À proximité se trouve un petit sanctuaire portant le nom d'Alexandre IV de Macédoine,.
Un temple antérieur est probablement situé ici, mais aucune trace plus ancienne que celle d'Hatchepsout n'est trouvée. Les décorations à l'intérieur sont usurpées par Séthi Ier par endroits, son nom remplace celui d'Hatchepsout.
Taillé dans la roche, le temple d'Hatchepsout est composé de deux chambres reliées par un court passage. Le portique extérieur est rectangulaire et comporte à l'origine huit colonnes de pierre disposées en deux rangées. Seules trois des quatre colonnes formant la façade sont encore relativement intactes et aucun des piliers internes ne subsiste. La paroi rocheuse au-dessus des piliers extérieurs du portique est habillée et inscrite d'un texte portant le nom d'Hatchepsout. Il comprend le célèbre texte dans lequel elle dénonce les Hyksôs et enregistre ses actions dans la reconstruction des dommages qu'ils ont causés, légitimant ainsi son propre règne. À l'intérieur du portique, seul le mur sud porte une inscription. Le texte fait à l'origine référence à Hatchepsout mais est usurpé par Séthi Ier qui a également ajouté d'autres inscriptions. Le sanctuaire intérieur plus petit est carré avec une niche de statue à l'arrière. Il n'est pas inscrit par Hatchepsout et Brand suggère que c'est en fait Séthi qui excave le premier le passage et le sanctuaire.
Séthi modifie le texte pour remplacer le nom d'Hatchepsout par le sien et change les représentations de la reine en représentations de lui-même, mais Fairman et Grdseloff font valoir qu'il n'y avait aucune preuve claire que Thoutmôsis III ait défiguré la chapelle lorsqu'il efface son nom d'autres monuments tard dans son règne malgré l'existence de son nom sur certains des piliers du portique. Cette conclusion est remise en question par Brand qui suggère qu'une image de la reine est vandalisée par Thoutmôsis et plus tard redessinée pour représenter Séthi. De même, Fairman et Grdseloff ne trouvent aucune preuve qu'Akhenaton ait dégradé le nom d'Amon, mais Brand conclut que Séthi a réparé ce dommage et note au moins un cas où une version antérieure de l'un des bras d'Amon est encore visible. Brand note que Séthi remplace l'image d'un prêtre par celle du dieu Thot et conclut que c'est le résultat de l'influence croissante du temple de ce dieu à Hermopolis sous le règne de Séthi. Enfin, Brand note que Seti ajoute trois scènes aux représentations du couronnement d'Hatchepsout mais (contrairement à Fairman et Grdseloff) ne trouve aucune preuve qu'il usurpe ces scènes d'Hatchepsout.